# Грудки (Волынская область)
Грудки́ (укр. Грудки) — село в Камень-Каширской городской общине Камень-Каширского района Волынской области Украины.
Население по переписи 2001 года составляет 1827 человек. Почтовый индекс — 44521. Телефонный код — 3357. Занимает площадь 29,407 км².

## История
В 1946 году указом ПВС УССР село Ольбле-Русские переименовано в Грудки.